# アイヴィン・オールセット
アイヴィン・オールセット (Eivind Aarset、1961年3月23日 - ) は、ノルウェー出身のギタリスト。レイ・チャールズ、ディー・ディー・ブリッジウォーター、ウテ・レンパー、ケティル・ビヨルンスタ、アンディ・シェパード、マイク・マイニエリ、アリルド・アンデルセン、 エイブラハム・ラボリエル、ダファー・ヨーゼフ、ジャンゴ・ベイツやニルス・ペッター・モルヴェルらと共演した経験がある。オールセットの妻はノルウェー出身の歌手アン＝マリー・ジョルツ（Anne-Marie Giørtz）である。

## 略歴
オールセットはニルス・ペッター・モルヴェル、ビル・ラズウェル、 ジョン・ハッセル、 ヤン・ガルバレク、デヴィッド・シルヴィアンやマリリン・マズールと共演している。
Jazzlandから数枚のアルバムをリリースした後、ECMから『Dream Logic』(2012年)を発表し、ヤン・バングやエリック・オノレと共同でメロディーとサウンドスケープの制作を行った。彼のスタイルは、ニュージャズや電子音楽と関連づけられている。
ノルウェーのクリスチャンサンで開催された2013年のパンクト・フェスティバル（Punktfestivalen）では、アルヴェ・ヘンリクセン、ヤン・バング、エリック・オノレやインガー・ザックに同行し、ヤン・バングの『Narrative from the Subtropics』とアルヴェ・ヘンリクセンの『Places of Worship』のリリースを記念するとともに、特別コンサート「ドリーム・ロジック」をヤン・バング、アウドゥン・エリエン、ヴェッレ・ホルテやエルランド・ダーレンと一緒に行った。
All About Jazzのジョン・ケルマンは、2013年9月にノルウェーのクリスチャンサンで開催されたパンクト・フェスティバルに、アイヴィン・オールセット・ドリーム・ロジックが出演した時のパフォーマンスを「2013年のベスト・ライブ25組」の一つに選んだ。

## ディスコグラフィ

### アルバム
- 『エレクトロニック・ノワール』 - Électronique Noire (1998年)
- 『ライト・エクストラクツ』 - Light Extracts (2001年)
- 『コネクテッド』 - Connected (2005年)
- Sonic Codex (2007年)
- Live Extracts (2010年)
- Dream Logic (2012年)
- I.E. (2015年)
- 『アトモスフィアズ』 - Atmospheres (2016年) ※with ティグラン・ハマシアン
- Height of the Reeds (2018年) ※with アルヴェ・ヘンリクセン
- 『ノルダブ』 - Nordub (2018年) ※with スライ&ロビー、ニルス・ペッター・モルヴェル
- Dark Star Safari (2019年) ※with ヤン・バング、エリック・オノレ、サミュエル・ローラー
- Lost River (2019年) ※with ミケーレ・ラッビア、ジャンルカ・ペトレッラ
- Snow Catches on her Eyelashes (2020年)
- Phantasmagoria or A Different Kind of Journey (2021年)
- Walk Through Lightly (2021年) ※Dark Star Safari名義
- Last Two Inches of Sky (2023年) ※with ヤン・バング